# Arno Frisch
Pour les articles homonymes, voir Frisch.
Arno Frisch est un acteur autrichien, né le 13 novembre 1975 à Vienne. Il se fait remarquer pour sa collaboration avec le réalisateur Michael Haneke.

## Filmographie partielle
- 1993 : Benny's video de Michael Haneke
- 1997 : Funny Games de Michael Haneke
- 1998 : Sentimental Education de C.S. Leigh
- 2012 : Au petit bonheur la chance (Glückliche Fügung) d'Isabelle Stever (TV)